# Commodore 8280
El Commodore 8280 es una unidad dual de disquete de 8" para computadoras Commodore International. Utiliza una carcasa metálica rectangular ancha similar a la del Commodore 4040, y utiliza la interfaz paralela IEEE-488 común a las computadoras Commodore PET/CBM.

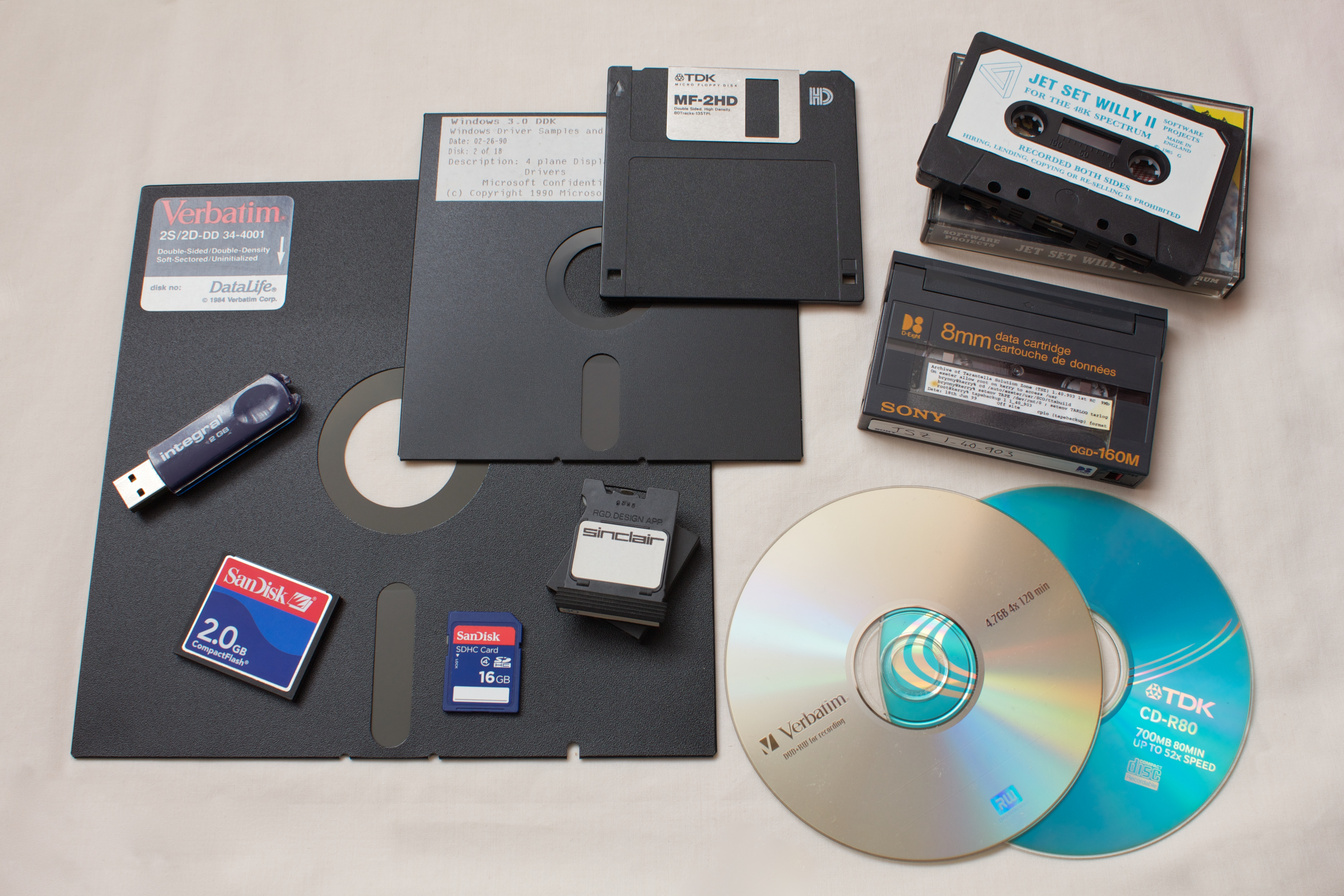
Un disquete de 8", comparado con los medios de almacenamiento más grandes removibles del último medio siglo.

El 8280 reemplazó las unidades anteriores de 8" de la serie 806x y cambió a disqueteras de media altura. Al igual que las unidades 8061/62, el 8280 admite discos IBM 3740. Sin embargo, en lugar de usar grabación de código de grupo (GCR ) de 500 kB utilizado por otras unidades Commodore, utiliza MFM como su formato de grabación de disco nativo, la única unidad Commodore de 8 bits que lo hace aparte de la 1581. A diferencia de la 8061/62, la ROM de la unidad tiene la capacidad de formatear discos y verificarlos, eliminando la necesidad de un disco de utilidad externo para estas operaciones. El manual contiene también una lista BASIC simple de un programa para leer sectores de discos IBM 3470.